# Silkeborg - Himmelbjerget
|  | Denne artikel er oprettet af botten Steenthbot ud fra en ekstern database. Den kan derfor have sproglige fejl eller mangler. Denne skabelon kan fjernes efter kontrol af indholdet. |

Silkeborg - Himmelbjerget er en dansk dokumentarfilm fra 1937.

## Handling
En præsentation af Silkeborg by og den storslåede natur omkring. Verdens største globus findes i Silkeborg, malet på en kæmpestor gasbeholder. Bådselskabet Hjejlen sejler hver dag ture mellem Silkeborg og Himmelbjerget. Sejlturen går gennem Borre Sø med de cirkelrunde skovbevoksede småøer. Vi går i land ved savværket og vandrer forbi Slåensø og op ad stejle skrænter til udsigtspunktet H.C. Andersens Bænk. Der er gode muligheder for lystfiskeri, og efter strabadserne kan man tage et hvil på Svejbæk Kro. Båden lægger til ved Himmelbjerget, og opstigningen kan begynde. Tårnet på toppen er rejst til minde om Kong Frederik VII, og herfra kan man se hele den midtjyske natur. De omkringboende producerer souvenirs, som sælges i de mange boder. Silkeborg er en udpræget sanatorieby, bl.a. ses kuranstalten Gl. Skovridergaard og Silkeborg Bad. Der afholdes med mellemrum regattafester på søerne, som samler mere end 70.000 mennesker. Illuminerede både og bygninger samt fyrværkeri skaber en eventyrlig stemning. Filmen er med speak og musik.